# Comuna Brod Moravice, Primorje-Gorski kotar
Brod Moravice este o comună în cantonul Primorje-Gorski kotar, Croația, având o populație de 866 de locuitori (2011).

## Demografie
Componența etnică a comunei Brod Moravice
     Croați (96,3%)
     Sârbi (1,39%)
     Necunoscut (0,35%)
     Neclasificat (1,5%)
Componența confesională a comunei Brod Moravice
     Catolici (95,03%)
     Fără religie și atei (1,96%)
     Ortodocși (1,85%)
     Necunoscută (0,81%)
     Alte religii (0,35%)
Conform recensământului din 2011, comuna Brod Moravice avea 866 de locuitori. Din punct de vedere etnic, majoritatea locuitorilor (96,3%) erau croați, cu o minoritate de sârbi (1,39%). Apartenența etnică nu este cunoscută în cazul a 0,35% din locuitori. Din punct de vedere confesional, majoritatea locuitorilor (95,03%) erau catolici, existând și minorități de persoane fără religie și atei (1,96%) și ortodocși (1,85%). Pentru 0,81% din locuitori nu este cunoscută apartenența confesională.